# Edda Göring
Edda Göring (Berlijn, 2 juni 1938 – München, 21 december 2018) was het enige kind van nazi kopman Hermann Göring en zijn tweede echtgenote, de actrice Emmy Göring.

## Geboorte
De geboorte van Edda was opmerkelijk, want haar moeder was al 45 en Hermann Göring had tijdens de Bierkellerputsch een schotwond in de lies opgelopen. Der Spiegel schreef over een onbevlekte ontvangenis. In 1940 schreef Julius Streicher in Der Stürmer dat Edda verwekt was door kunstmatige inseminatie. Hermann Göring vroeg Walter Buch om actie, maar Hitler kwam tussenbeide en Streicher mocht Der Stürmer blijven uitgeven vanuit zijn ballingsoord bij Neurenberg.

## Doop
Toen Göring zijn vrouw en dochter tien dagen na de geboorte kwam ophalen, stonden juichende menigten in de straten. Göring ontving 628.000 gelukwensen, waaronder telegrammen van E. F. L. Wood, 1st Earl of Halifax en Charles Vane-Tempest-Stewart, 7th Marquess of Londonderry.
Edda Göring werd op 4 november 1938 gedoopt in Carinhall, haar dooppeter was Adolf Hitler en Life Magazine bracht verslag uit.

## Naziprinses
Ze groeide op te Carinhall als een kleine prinses.
De Luftwaffe bouwde in een boomgaard van Carinhall het Edda-Schlösschen, een kleine versie  van het paleis Sanssouci van Frederik de Grote, 50 m lang, 7 m breed en 3,5 m hoog met een eigen theater erin.

## Gevangen
Tegen het einde van de Tweede Wereldoorlog trok Hermann Göring met zijn gezin naar zijn verblijf te Obersalzberg bij Berchtesgaden. Op 21 mei 1945 werd Edda samen met haar ouders geïnterneerd in het Amerikaans kamp Ashcan te Mondorf-les-Bains.
In 1946 waren Emmy en Edda vrij en woonden ze in Burg Veldenstein te Neuhaus an der Pegnitz bij Neurenberg.
Edda bezocht haar vader in de gevangenis tijdens de Processen van Nürnberg.

## Na de oorlog
Na de oorlog was Edda Göring regelmatig te gast bij Winifred Wagner te Bayreuth.
In 1948 ging Edda Göring naar de Oberrealschule te Sulzbach-Rosenberg terwijl het gezin bij Hersbruck woonde. Eind november verhuisde Edda met haar moeder naar Etzelwang.
In 1949 voerde Emmy Göring rechtszaken en ze werd gearresteerd. Ze verklaarde, dat verschillende waardevolle zaken bezit waren van Edda.
Edda werkte als klerk in een advocatenkantoor en studeerde rechten aan de Universiteit van München.
In 1954 dwong Edda de staat Beieren om haar in beslag genomen juwelen ter waarde van 150.000 Duitse mark terug te geven.
In 1959 leefde ze met haar moeder op een klein appartement op de vijfde verdieping van een modern woonblok in de wijk Altstadt-Lehel in het centrum van München. Ze werkte in een laboratorium van een ziekenhuis en wilde technisch-medische assistente worden.
Edda trouwde nooit en zorgde voor haar moeder tot die op 8 juni 1973 stierf.
In de jaren 70 kocht de journalist Gerd Heidemann van de Stern het jacht Carin II dat van Hermann Göring was geweest. Edda werd gedurende vijf jaar de levensgezel van Heidemann. Op het schip ontvingen ze onder meer de generaals Karl Wolff en Wilhelm Mohnke.
Ze werkte in een afkickkliniek te Wiesbaden.
In 1991 zei ze in een interview met Gerald Posner over haar vader:
Ik hield heel veel van hem en het was duidelijk hoeveel hij van me hield. Mijn enige herinneringen aan hem zijn liefdevolle. Ik kan hem niet anders zien. Ik verwacht dat bijna iedereen een gunstige mening heeft over mijn vader, behalve misschien in Amerika. Hij was een goede vader voor mij.

## 15 Jaar processen over een schilderij
Edda Göring had bij haar doop kunstwerken ten geschenke gekregen, waaronder “Madonna mit dem Kind“ door Lucas Cranach de Oude. Dat was kort daarvoor door het Wallraf-Richartz-Museum gekocht voor 50.000 Reichsmark. De burgemeester van Keulen zou het uit de verzameling genomen hebben.
Na de oorlog vocht de stad Keulen de schenking aan met brieven van 8 augustus en 7 december 1949 met als argument dat de schenking onder druk van Hermann Göring tot stand gekomen was.
Het Bundesgerichtshof vonniste op 7 maart 1962 dat de schenking niet onder druk gebeurd was en niet in strijd was met de regelgeving op gemeenten.
In 1966 vonniste het Bundesgerichtshof dat het schilderij aan de stad Keulen teruggegeven moest worden, omdat beide partijen in strijd met wet en zeden gehandeld hadden.
Edda Göring probeerde het schilderij terug te krijgen, maar op 23 januari 1968 vonniste het Oberlandesgericht Köln ten gunste van de stad Keulen.
Het schilderij ging terug naar het Wallraf-Richartz-Museum.

## Gedicht
Edda Göring komt voor in een gedicht Stations of the Cross door Robert Pringle: 
“Aan Edda Göring, die de witte pagina's omdraait”